# 卡霍夫卡水电站
卡霍夫卡水电站（烏克蘭語：Каховська ГЕС）是第聂伯河的水力发电站梯级中的最后一站。全称为「以Н. П. 斯蒂潘诺维奇命名的卡霍夫卡水电站」（烏克蘭語：Кахо́вська ГЕС імені П. С. Непорожнього），以紀念主導水電廠工程的蘇聯工程師Н. П. 斯蒂潘诺维奇。它位于乌克兰南部的赫爾松州，距离新卡霍夫卡市有5公里。卡霍夫卡水电站用于调节第聂伯河水流量，保障赫尔松州供电、克里米亚北部、烏克蘭南部的用水以及扎波罗热核电站的供水。横跨第聂伯罗河的重要公路和铁路亦经过此水电站。

## 俄烏战争
2022年2月24日，俄军在俄罗斯全面武装侵略的第一天抵达水电站。俄罗斯軍隊占领了北克里米亚运河和水电站。
2022年5月，水电站大量泄洪，两台水力机组停止工作。俄罗斯占领者未提供维修的机会，导致新卡霍夫卡市被部分淹没，当地的堤防和公园遭到破坏。
2022年7月29日，乌克兰军方对通过水电站船闸的桥梁发动高精度导弹袭击致使其部分受损。俄罗斯占领者声称这座桥是遭 M142 HIMARS 发射的制导火箭击中。视频显示公路桥尚能使用，但一座Репеллент-1电子战设备遭击毁。尽管公路桥部分几乎完好无损，但铁路部分遭受了重大破坏——铁轨下的桥面掉进了船闸里，弯曲的铁轨悬在空中。因此，连接俄罗斯侵略者第聂伯罗河右岸集团的第二条也是最后一条铁路线被切断。（早前安东诺夫斯基铁路桥已遭切断）
2022年8月10日，乌克兰军方再次使用火箭炮袭击了跨越水电站船闸的公路桥。俄方事后放出的视频显示公路桥被多枚制导火箭击中，但机动车尚能通过。
2022年8月12日，乌军远程火力再次打击了卡霍夫卡水电站船闸上的公路桥，使其无法使用。自此第聂伯罗河右岸的俄军集团与其余占领区的所有的公路和铁路联系均被切断。第聂伯罗河右岸俄军集团陷入被包围的境地，仅能靠渡船维持补给。乌方消息称俄军指挥部已撤往第聂伯罗河左岸。
2022年11月11日，俄羅斯國防部宣佈從第聶伯河的西岸撤退，並在期間把水壩橋梁的一部分炸破，以防止烏軍過河繼續進攻。不過水壩沒有連同橋梁而爆炸，暫時避免了赫尔松遭到河流淹沒。
2023年6月6日上午，卡霍夫卡水电站蓄水库大坝被毁。